# Fethiye
Fethiye – miasto położone w południowej części Turcji, w prowincji Muğla.
Fethiye leży w pobliżu gór Taurus, nad Morzem Śródziemnym. Znajduje się 12 kilometrów od Ölüdeniz. Miasto zostało zbudowane na miejscu Telmessos, wcześniejszego Anastopolis i Makri/Macre. Obecna nazwa pochodzi od pilota Fethiego Beya − tureckiego pioniera lotnictwa i narodowego bohatera. W centrum miasta został odkopany starożytny helleński teatr. W północnej części miasta znajdują się wykute w stromej ścianie grobowce skalne, których powstanie datuje się na VI-IV w.p.n.e. Największy z wszystkich znajdujących się grobowców jest grobowiec Amyntasa.
Gospodarka oparta jest na turystyce, transporcie i handlu. Fethiye jest też ośrodkiem wydobycia rud chromu.